# Goniurosaurus huuliensis
Goniurosaurus huuliensis es una especie de gecos de la familia Eublepharidae.

## Distribución geográfica
Es endémica del norte de Vietnam. Su rango altitudinal oscila entre 300 y 370 m s. n. m..